# Боб Чапек
Боб Чапек (енгл. Bob Chapek; Хамонд, 21. август 1960) је амерички медијски директор и бизнисмен, као и бивши главни извршни директор компаније Волт Дизни. Пре него што је 25. фебруара 2020. постао извршни директор, двадесет и шест година је радио у у компанији Волт Дизни, почевши од одељења кућне забаве, а затим је постао председник Дизни паркова.

## Биографија
Роберт Чапек је рођен 21. августа 1960. у Хамонду. Његов отац је био ветеран Другог светског рата. Пошто су му оба родитеља радила, себе је описао као „дете са кључем” у време када је то било неуобичајено. Чапек је рекао да су му послови родитеља развили радну етику и навику. Наводи да су му представљали узор што је утицало на његову амбицију. Његова породица је годишње посећивала Дизниленд.
Завршио је средњу школу George Rogers Clark 1977, дипломирао је микробиологију на Универзитету Индијана у Блумингтону и магистрирао пословну администрацију на Државном универзитету у Мичигену. Радио је у компанији Heinz, у управљању брендовима и рекламирању за Волтера Томпсона пре него што се придружио компанији Волт Дизнија 1993. У браку је са супругом Синтијом од 1980. године са којом има троје деце и четворо унучади.